# Alan Black
Alan Black (Antrim, 18 januari 1975) is een Noord-Iers voormalig voetbalscheidsrechter. Hij was in dienst van FIFA en UEFA tussen 2007 en 2012. Ook leidde hij tot 2013 wedstrijden in het NIFL Premiership.
Op 18 juli 2007 maakte Black zijn debuut in Europees verband tijdens een wedstrijd tussen FH Hafnarfjörður en HB Tórshavn in de voorronde van de UEFA Champions League; het eindigde in 4–1 en de Noord-Ierse leidsman trok driemaal de gele kaart. Zijn eerste interland floot hij op 12 augustus 2009, toen Luxemburg met 0–1 verloor van Litouwen. Tijdens dit duel gaf Black één gele kaart.

## Interlands
| Datum            | Plaats               | Wedstrijd            | Uitslag | Competitie           | Kreeg geel | Kreeg voor de tweede keer geel en dus rood | Weggestuurd |
| ---------------- | -------------------- | -------------------- | ------- | -------------------- | ---------- | ------------------------------------------ | ----------- |
| 12 augustus 2009 | Luxemburg, Luxemburg | Luxemburg – Litouwen | 0 – 1   | Vriendschappelijk    | 1          | 0                                          | 0           |
| 3 maart 2010     | Swansea, Wales       | Wales – Zweden       | 0 – 1   | Vriendschappelijk    | 0          | 0                                          | 0           |
| 8 oktober 2010   | Tbilisi, Georgië     | Georgië – Malta      | 1 – 0   | EK 2012 kwalificatie | 4          | 0                                          | 0           |
| 10 augustus 2011 | Oslo, Noorwegen      | Noorwegen – Tsjechië | 3 – 0   | Vriendschappelijk    | 4          | 0                                          | 0           |